# Уильямс, Лорин
Лорин Уильямс (англ. Lauryn Williams; 11 сентября 1983, Рочестер) — американская легкоатлетка и бобслеистка. Одна из пяти спортсменов в истории, выигравших награды и летних, и зимних Олимпийских игр в разных видах спорта.

## Спортивная биография

### Лёгкая атлетика
Уильямс родилась и выросла в пригородах Питтсбурга и Детройта. В настоящее время является жителем пригорода Питтсбурга. Ей принадлежали рекорды школы в беге на 100, 200 метров, прыжке в длину и эстафете. Она поступила в Университет Майами, где соревновалась вместе с легкоатлетической командой, и окончила его в 2004 году.
Уильямс является серебряным призёром в беге на 100 метров на Олимпийских играх 2004 года в Афинах и 4-кратным призёром чемпионатов мира по лёгкой атлетике, где она выиграла золотые медали в эстафете 4×100 метров в 2005 и 2007 годах, а также золото в беге на 100 метров в 2005 и серебро в беге на 100 метров в 2007.
На Олимпийских играх 2008 года в Пекине Уильямс бежала последний этап в эстафете, но путаница в полуфинале с партнёршей по команде Торри Эдвардс, привела к тому, что Эдвардс не смогла правильно передать эстафетную палочку. И всё же Уильямс пришла-таки к финишу на последнем месте, но сборная США была дисквалифицирована из-за того, что американской спортсменке пришлось пробежать не по своей дорожке, чтобы взять эстафетную палочку. В индивидуальном забеге на 100 метров Уильямс финишировала второй в первом раунде соревнований сразу позади Кристин Аррон. Показанное американской спортсменкой время — 11,38 сек — позволило ей продвинуться во второй круг соревнований, где она улучшила своё время (11,07 сек), но снова финишировала второй, на этот раз после Кирон Стюарт. В полуфинале Уильямс показала третье время (11,10 сек), финишировав после Шелли-Энн Фрейзер и Муны Ли, а в финале пробежала 100 метров за 11,03 сек, заняв при этом лишь четвёртое место, пропустив вперед себя трёх бегуний из Ямайки.
Уильямс заняла третье место в беге на 100 метров на чемпионате США по лёгкой атлетике 2009 года и, как результат, квалифицировалась на чемпионат мира по лёгкой атлетике 2009 в Берлине, который стал для неё уже третьим подряд. За неделю до начала чемпионата Уильямс была в составе женской эстафеты 4×100 метров, которая показала лучшее время в женской эстафете за последние 12 лет. Женская сборная США в составе Уильямс, Элисон Феликс, Муны Ли, Кармелиты Джетер показала результат 41,58 сек, что стало восьмым показателем за всю историю проведения женской эстафеты 4×100 метров.
На Олимпийских играх 2012 года в Лондоне выступала в составе эстафетной сборной США 4×100 м в предварительном забеге. Позднее в финале, уже без участия Уильямс, американки заняли первое место, но согласно регламенту золото получали все спортсмены, выступавшие и в предварительных забегах; таким образом, Уильямс стала олимпийской чемпионкой.

### Бобслей
В 2014 году на Олимпийских играх в Сочи выступала в бобслее в качестве разгоняющей у известного пилота Эланы Майерс. Американский экипаж лидировал после трёх из четырёх заездов, но в последнем заезде всё же уступил олимпийским чемпионкам 2010 года канадкам Кейли Хамфрис и Хезер Мойс. Таким образом, Уильямс упустила шанс стать первой женщиной в истории, выигравшей олимпийские золотые медали летних и зимних Игр. Однако она стала первой, кто имеет олимпийские награды и в лёгкой атлетике, и в бобслее.